# Warren Bennett
Warren Bennett (Ashford, Surrey, 10 augustus 1971) is een Engelse golfprofessional. 
Bennett werd door de overwinning van Ballesteros op het Brits Open op St Andrews Links in 1984 geïnspireerd en begon als 12-jarig jongetje met golf. Tien jaar later speelde hij zelf in het Open, en kreeg een zilveren medaille als beste amateur. Hij werd daarna professional.
Bennett speelde enkele jaren op de Europese Challenge Tour. Zijn eerste overwinning was de Dutch Challenge op Golfclub Broekpolder. Daarna behaalde hij nog zes overwinningen. Eind 1998 won hij de Order of Merit en promoveerde hij naar de Europese Tour van 1999.
In zijn rookie-jaar won hij het Schotse PGA Kampioenschap. Een paar jaar later kreeg hij last van zijn rug en moest zich terugtrekken van de Tour.  Na uitgebreid onderzoek veranderde hij zijn swing om toch weer pijnloos te kunnen spelen. In 2001 speelde hij de Dutch Open in Noordwijk, waar hij nipt van Bernhard Langer, de winnaar, verloor in een play-off. In 2006 ging hij les geven op de Sudbury Golf Club. Hij speelde vier keer in het Brits Open en haalde drie keer de cut.
In 2009 liep hij door een auto-ongeluk een blessure op aan zijn hand. Hij keerde terug naar de Tour, maar ditmaal als caddie van Bernd Wiesberger. Later werd hij de caddie van Trish Johnson.
Bennett speelt nu weer. Hij speelde in 2012 voor de vijfde keer in het Brits Open en haalde weer de cut.

## Gewonnen
Challenge Tour
- 1995: Steelcover Dutch Challenge Open
- 1997: Eulen Open Galea
- 1998: Moscow Country Club Russian Open, Challenge Tour Championship, Open des Volcans, BTC Slovenian Open, Challenge de France

Nationaal
- 1999: PGA Kampioenschap.